# Shawn Bates
Shawn William Bates (* 3. April 1975 in Medford, Massachusetts) ist ein ehemaliger US-amerikanischer Eishockeyspieler, der im Verlauf seiner aktiven Karriere zwischen 1993 und 2010 unter anderem 494 Spiele für die Boston Bruins und New York Islanders in der National Hockey League (NHL) auf der Position des Centers bestritten hat.

## Karriere
Bates begann seine Karriere in der Mannschaft der Boston University in der National Collegiate Athletic Association und konnte dort 1995 sogar den Meistertitel feiern, wobei er auch in das All-Star-Team gewählt wurde. Unmittelbar nach seinem Abschluss wechselte er zu den Boston Bruins in die National Hockey League, wo er insgesamt vier Jahre blieb und auch einige Spiele im Farmteam, den Providence Bruins, absolvierte. Nachdem er auf die Waiver-Liste gesetzt worden war, nahmen ihn 2001 die New York Islanders unter Vertrag. Ein besonderer Moment in seiner Karriere war ein Penaltyschuss im Viertelfinale der Eastern Conference gegen die Toronto Maple Leafs, als er 2:30 Minuten vor Ablauf der regulären Spielzeit Torhüter Curtis Joseph bezwang, wodurch die Islanders in der Serie auf 2:2 stellen konnten. Die Serie ging jedoch trotzdem noch mit 3:4 verloren.
In den folgenden Jahren verschlechterten sich Bates Leistungen jedoch, und 2008 wurde er schließlich erneut auf die Waiver-Liste gesetzt. Auch bei den Bridgeport Sound Tigers absolvierte er nur drei Spiele und kam so in der gesamten Saison 2007/08 nur auf fünf Einsätze. Im Jahr 2008 wechselte er schließlich erstmals nach Europa zur finnischen Mannschaft HIFK Helsinki, wo er zwar gute Leistungen zeigte, aber nach nur 20 Spielen erneut verletzt ausfiel. Während dieser Zeit musste er sich auch einer Hüftoperation unterziehen, wodurch er erneut verletzt ausfiel. Im Sommer 2009 nahm er an einem Trainingslager der Colorado Avalanche teil, konnte aber nicht überzeugen. Ende Oktober wurde er schließlich vom österreichischen Rekordmeister EC KAC als Ersatz für den verletzten Andy Schneider auf Probe unter Vertrag genommen. Aufgrund nicht ausreichender Leistungen wurde der Kontrakt jedoch nicht verlängert. Bates absolvierte nur sechs Spiele, in denen er drei Assists für sich verbuchen konnte. Im Dezember 2009 wurde er von den Manchester Monarchs verpflichtet, bei denen er nach zehn Einsätzen seine Karriere im Jahr 2010 im Alter von 35 Jahren beendete.

## Erfolge und Auszeichnungen
| - 1994 Lamoriello-Trophy-Gewinn mit der Boston University - 1995 Lamoriello-Trophy-Gewinn mit der Boston University - 1995 NCAA-Division-I-Championship mit der Boston University | - 1995 NCAA-Division-I-Championship All-Tournament Team - 1997 Lamoriello-Trophy-Gewinn mit der Boston University |

## Karrierestatistik

### International
Vertrat die USA bei:
- Junioren-Weltmeisterschaft 1995

(Legende zur Spielerstatistik: Sp oder GP = absolvierte Spiele; T oder G = erzielte Tore; V oder A = erzielte Assists; Pkt oder Pts = erzielte Scorerpunkte; SM oder PIM = erhaltene Strafminuten; +/− = Plus/Minus-Bilanz; PP = erzielte Überzahltore; SH = erzielte Unterzahltore; GW = erzielte Siegtore; 1 Play-downs/Relegation; Kursiv: Statistik nicht vollständig)